# Eschweilera rimbachii
Eschweilera rimbachii é uma espécie de lenhosa da família Lecythidaceae.
Pode ser encontrada nos seguintes países: Colômbia e Equador.